# Ommeray
Ommeray är en kommun i departementet Moselle i regionen Grand Est (tidigare regionen Lorraine) i nordöstra Frankrike. Kommunen ligger i kantonen Vic-sur-Seille som tillhör arrondissementet Château-Salins. År 2022 hade Ommeray 128 invånare.

## Befolkningsutveckling
Antalet invånare i kommunen Ommeray
| Referens: INSEE |